# Out of Myself
Out of Myself is het debuutalbum van de Poolse muziekgroep Riverside. Het werd gedurende 2003 opgenomen in de DBX Studio waarbij toetsenist Jacek Melnicki ook optrad als geluidstechnicus; hij was eigenaar van de studio. Het album werd gemixt door Magda en Robert Srzedniccy, die de band jarenlang technisch zouden volgen. Een gedeelte van het album werd als demo eind 2003 in eigen beheer uitgegeven in Polen onder de titel Riverside. Later volgde een release via Mystic Production. Voor een debuutalbum binnen de niche progressieve rock werd het daar goed verkocht. De promotieconcerten leverden uiteindelijk op dat het album wereldwijd werd uitgebracht via The Laser's Edge, een relatief klein Amerikaans platenlabel binnen het genre. Het album zou deel gaan uitmaken van de Reality Dream Trilogy met latere albums als Second Life Syndrome en Rapid Eye Movement.
Het album werd binnen de niche goed ontvangen; de Dutch Progressive Rock Pages waardeerde het met een 9 (uit 10). Ook andere recensies waren lovend, al was hier en daar de opmerking dat de muziek wel erg leek op Marillion uit het Fish-tijdperk, Pink Floyd en Anathema, al was dat van tevoren al aangekondigd door The Laser's Edge. Het hoesontwerp van de Amerikaanse uitgave kwam van Travis Smith, vaker werkzaam voor artiesten uit de progmetal. Een plaats in een albumlijst was niet voor het album weggelegd.
Het album betekende ook meteen een personeelswisseling; Jacek Melnicki wilde nog meer muziek opnemen en kreeg daaromtrent een meningsverschil met de andere leden.

## Musici
- Mariusz Duda – zang, basgitaar, akoestische gitaar
- Piotr Grudzinski – gitaar
- Piotr Kozieradzki – drumstel
- Jacek Melnicki – toetsinstrumenten

Met Krzystof Melnicki op trombone op OK

## Muziek
Alle teksten van Mariusz Duda, muziek van Riverside

| Nr. | Titel             | Duur  |
| --- | ----------------- | ----- |
| 1.  | The Same River    | 12:01 |
| 2.  | Out of Myself     | 3:43  |
| 3.  | I Believe         | 4:14  |
| 4.  | Reality Dream I   | 6:15  |
| 5.  | Loose Heart       | 4:50  |
| 6.  | Reality Dream II  | 4:46  |
| 7.  | In Two Minds      | 4:38  |
| 8.  | The Curtain Falls | 7:59  |
| 9.  | OK                | 4:46  |